# Горан Делић (боксер)
Горан Делић (Бања Лука, 14. новембар 1974) је професионални српски боксер у тешкој (крузер) категорији, тренутни првак Европе у верзији Свјетског боксерског савјета (WBC), првак свијета у верзији „Универзалне боксерске организације“ (UBO), првак Европе у тешкој (крузер) категорији (до 90,719 килограма) у верзији „Међународне боксерске федерације“ (IFB).

## Биографија
Горан Делић је боксерску каријеру започео у боксерском клубу Славија из Бањалуке. Наступио је у преко 40 бокс мечева у аматерској, и 21. мечу у професионалној конкуренцији. Није имао ниједан пораз у професионалној конкуренцији. Наступао је за боксерску репрезентацију Југославије. Био је вишеструки шампион Југославије у аматерској конкуренцији, и вишеструку шампион Републике Српске. Био је вицешампион Србије и Црне Горе и првак Балкана у боксу. Горан Делић је првак свијета у верзији „Универзалне боксерске организације“ (UBO) у тешкој (крузер) категорији коју је освојио 8. јула 2009. године на Градском стадиону у Бањалуци савладавши Италијана Микелеа де Меа. Титулу првака Европе у тешкој (крузер) категорији (до 90,719 килограма) у верзији „Међународне боксерске федерације“ (IFB) је освојио 29. маја у спортској дворани Пинки у Београду у мечу против Украјинца Александера Алекса Могилевског.

### Првак Европе(WBC)
У марту 2017. српски боксер окитио се титулом првака Европе, у верзији Свјетског боксерског савјета (WBC), у њемачком Дахау, након што је у трећој рунди нокаутирао Мађара Балзаја Хорвата. Била је то Делићева 31. побједа у профи каријери, од тога седма нокаутом, уз само један забиљежен пораз.